# Sam Sullivan
Sam Sullivan (* 1960) je kanadský politik, bývalý starosta kanadského města Vancouver v provincii Britská Kolumbie. Narodil se v roce 1960 v oblasti East Vancouver. V 19. letech si při lyžování zlomil krční páteř. Částečně ochrnul a zůstal odkázán na invalidní vozík. Po počátečním období deprese úspěšně ukončil vysokoškolské studium na Univerzitě Simona Frasera. Později založil šest neziskových organizací, které pomáhají zlepšit kvalitu života lidem s tělesným postižením. I když je Sullivan označený za kvadruplegicka, v omezeném rozsahu dokáže ovládat svoje ruky a nohy, může psát, používat telefon a řídit automobil.
V roce 1993 byl poprvé zvolen do městské rady a po městských volbách 19. listopadu 2005, když kandidoval za politickou stranu NPA, se stal starostou města Vancouver.
V roce 2008 podlehl v primárkách NPA na post starosty svému stranickému protikandidátovi Peterovi Ladnerovi.